# Molenberg (Zwalm)
Molenberg er en vej og bakke i Sint-Denijs-Boekel i de Flamske Ardenner i den belgiske provins Østflandern.
Molenberg er en smal brostensbelagt vej, der ligger sydvest for centrum af Sint-Denijs-Boekel. Ved foden af bakken ligger vandmøllen Moldergemmolen. Brostensbelægningen blev fredet som kulturejendom i 1995.

## Cykelsport
Molenberg er især kendt fra cykelløbet Flandern Rundt. I alt er bakken blevet besteget 37 gange (1983-2016, 2021-2023). Traditionelt set var det den første eller en af de første bakker, som rytterne skulle passere. Først i senere udgaver af Flandern Rundt blev bakken placeret længere inde på ruten. I perioden 2021-2023 var bakken placeret mellem Wolvenberg og Marlboroughstraat. Bakken har en gennemsnitlig stigningsprocent på 7%. Toppen ligger 56 meter over havets overflade.
Molenberg er også regelmæssigt med i løbet Omloop Het Nieuwsblad. Fra 1987 til 2023 blev bakken besteget 33 gange i alt.
Derudover bliver bakken også besteget i Dwars door de Vlaamse Ardennen og i Internationale Junioren Driedaagse.